# Sumurwiru
Sumurwiru is een bestuurslaag in het regentschap Kuningan van de provincie West-Java, Indonesië. Sumurwiru telt 984 inwoners (volkstelling 2010).